# Зуй Роман Іванович
Роман Іванович Зуй (позивний «Борзий») — український військовослужбовець, підполковник Збройних Сил України, командир танкового батальйону 92-ї окремої штурмової бригади, учасник російсько-української війни. Лицар ордена Богдана Хмельницького II та III ступенів. Учасник Бої за Харків (2022).

## З життєпису
Родом з смт Котельва Полтавської області. Навчався у військовому ліцеї, 2015 року закінчив факультет бойового застосування військ, спеціалізації — управління діями підрозділів танкових військ — Національної академії сухопутних військ імені Сагайдачного.
Командир танкового батальйону 92-ої окремої механізованої бригади. У перші дні повномасштабного вторгнення його батальйон посилював бойові порядки піхоти на Куп'янському, Печенізькому та Харківському напрямках. Увечері 25 лютого 2022 року зведений танковий підрозділ під керівництвом Романа вибув до Харкова. 26 лютого поблизу селища Веселе підрозділ вступив у бій проти колони російського ОМОНу, яка рухалася в напрямі Харкова. В результаті бою колона була розгромлена швидко та без втрат.
Особисто брав участь у всіх штурмах, що проводили його підлеглі в складі екіпажу командирського танку Т-64Б1ВК.
27 лютого року разом зі своїм екіпажем знищив групу спецназу ГРУ РФ, що тримала оборону в школі 134 м. Харкова, фото де чотири запалені броньовики Тигр. Цей бій харків’яни вважають символом незламності міста.
Наприкінці березня 2022-го, під час операції зі звільнення населеного пункту, зазнав важкого поранення. Тоді частина залучених механізованих підрозділів з трьох напрямків мала висунутися до «посадки смерті» та знищити живу силу противника прицільним вогнем зі стрілецької зброї — поки два танки з позицій здійснювали вогневу підтримку їхніх дій. Ще 2 бойові машини, прикриваючи решту піхотинців, зайшли до Малої Рогані, аби вибити окупантів. Екіпаж Романа був у резерві на випадок непередбачуваних дій, підстраховуючи в сусідньому населеному пункті Рогань. Екіпаж танка завдав вогневого ураження техніці та живій силі противника. Під час бою поблизу них розірвався снаряд, Роман отримав тяжке поранення, був терміново доставлений у військовий госпіталь м. Харків, потім транспортований для подальшого лікування в Іспанію.

## Нагороди
- медаль «За військову службу Україні»[2]
- Орден Богдана Хмельницького III ступеня
- Орден Богдана Хмельницького ІІ ступеня
- медаль «Захиснику Вітчизни»